# Мензелинская волость
Мензелинская волость (тат. مىنزەلە ۋولىٰسىٰ, Minzələ  vulьsь, Минзәлә вулысы) — административно-территориальная единица в составе Мензелинского уезда Уфимской губернии и Мензелинского кантона Татарской АССР. 
По состоянию на 1913 год волостное правление находилось в Мензелинске. На 1910-е годы граничила с Старо-Мелькенской, Кузкеевской, Останковской, Нуркеевской, Ново-Мазинской и Матвеевской волостями Мензелинского уезда.
Волость возникла не позднее 1867 года в составе Мензелинского уезда Уфимской губернии как Старо-Мазинская; в 1879 году волость включала в себя 14 населённых пунктов, в том числе город Мензелинск. В 1896 году волостное правление перенесено в город Мензелинск, и волость стала называться Мензелинской. В 1914 в состав волости перечисляется селение Колесниково Останковской волости; В 1917 году из неё в новую Юшадинскую волость выделено 8 селений, а из Старо-Мелькенской волости присоединены селения Юртово и Старый Пьяный Бор.
По декрету «Об Автономной Татарской Социалистической Советской Республике» вошла в состав Мензелинского кантона Татарской АССР. В 1924 году укрупнена, к ней присоединены Старо-Мелькенская волость без селений Кичнарат и Бикбулово 1-е и 2-е, селения Большая Ружевка, Ружевка, Ахматовка, Илларионовка, Екатериновка, Александровка, Можаровка Матвеевской волости, селения Вольный, Верхний и Нижний Такермень, Вязовка Юшадинской волости, селение Подгорный Байлар Кузкеевской волости.
К 1930 году волость делилась на 21 сельсовет (Ново-Мелькенский, Дусай-Кичуйский, Сарасаз-Тралинский, Балтаевский, Верхне-Такерменский, Коноваловский, Маткаушевский, Усаевский, Полионовский, Старо-Ашпалинский, Старо-Мазинский, Дыреевский, Топасевский, Сарсазгорский, Медведевский, Екатериновский, Куяновский, Игимский, Шадринский, Каракулинский, Старо-Пьяно-Борский, Юртовский, Подгорно-Байларский).
В связи с введением районного деления на всей территории Татарской АССР упразднена в 1930 году, вся территория волости включена в состав Мензелинского района.